# Vacuna (déesse)

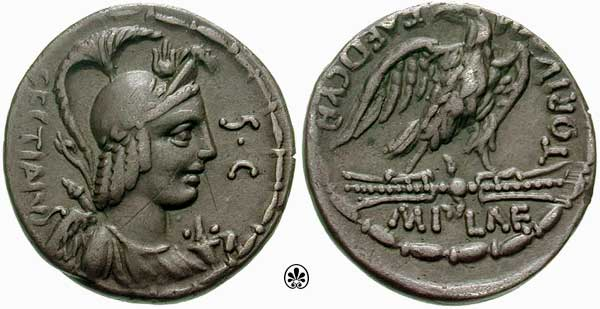
Profil de Vacuna sur une pièce de monnaie

Déesse romaine, à l'origine sabine, qui avait des bois sacrés à Reate (capitale du pays des Sabins, aujourd'hui Rieti), près du lac de Cutiliae, et un temple à Rome.

La protection exacte qu'elle était censée apporter est assez obscure. Pomponius Porphyrion, dans son commentaire d'Horace, dit qu'elle était incerta specie (de représentation incertaine).

Selon ce même Pomponius Porphyrion et d'autres scoliastes d'Horace, on l'assimilait à Bellone, à Cérès, à Diane, à Minerve ou à la Victoire. On trouve chez des auteurs de la Renaissance l'idée qu'elle présidait au repos (vacance) des champs.

Horace semblant l'invoquer en faveur de l'ami auquel il adresse une de ses Épîtres et l'étymologie du nom Vacuna pouvant être liée à l'idée de manque, de privation, Georges Dumézil a conjecturé qu'elle était priée en faveur des absents, membres de la famille ou amis.
La déesse sabine Vacuna était également honorée dans le sanctuaire fédéral des Samnites à Pietrabbondante, ce qui est certainement à mettre en rapport avec le fait que les Samnites se pensaient issus d'un ver sacrum parti de Sabine.

## Sources anciennes
Sources littéraires
- Horace, Epîtres, l. 1, ép. 10, v. 49-50, avec les commentaires de Pomponius Porphyrion, du pseudo-Acro et du scoliaste de Cruquius ; ces deux derniers scoliastes se réfèrent à un passage de Varron qui n'est connu que par eux et qu'ils citent différemment[5] ;
- Ovide, Fastes, chant 6, v. 305 à 308 ;
- Pline l'Ancien, Histoire naturelle, l. 3 (ch. 12), par. 109 ;
- Ausone, Épître 4, v. 101.

Sources épigraphiques
- Corpus Inscriptionum Latinarum, IX, 4636, 4751, 4752.

## Études
- Edmond Courbaud, Horace : sa vie et sa pensée à l’époque des Épîtres, Paris, 1914, ch. 2, § 7, note 16 (Consultable sur espace-horace).
- A. W. van Buren, « Vacuna », The Journal of Roman Studies, 6, 1916, p. 202-204.
- Elizabeth Cornelia Evans, « Horace's Sabine Goddess Vacuna », Transactions and Proceedings of the American Philological Association, 65, 1934.
- Georges Dumézil, La religion romaine archaïque, 2e éd., p. 369, n. 3.
- id., « Vacuna », in Ex Orbe Religionum : Studia Geo Widengren I (« Studies in the History of Religions », 21), Leyde, Brill, 1972, p. 307-311 (consultable sur Google Livres).
- id., Fêtes romaines d'été et d'automne, Paris, 1975, p. 232 ss. (cité par Robert Turcan, Religion romaine, Leyde, Brill, 1988, p. 25).